# 宮川村立種蔵小学校
宮川村立種蔵小学校 （みやがわそんりつ たねくらしょうがっこう）は、かつて岐阜県吉城郡宮川村（現・飛騨市宮川町）に存在した公立小学校。

## 概要
- 宮川村南部（旧・吉城郡坂上村）の小学校であり、巣之内・種蔵・菅沼・三川原などが校区であった。1969年、坂上小学校〈旧〉、大無雁小学校と統合し、坂上小学校の新設により廃校。
- 校舎は坂上小学校種蔵冬季分校として、1971年まで使用された。

## 沿革
- 1874年（明治7年）7月 - 種蔵村の民家で、有力者による教育を開始。正式な学校としては認可されていなかった。
- 1875年（明治8年） - 大無雁村、小谷村、落合村、岸奥村、野首村、林村、牧戸村、丸山村、巣之内村、種蔵村、菅沼村、森安村、西忍村、高牧村、三川原村が合併し、坂上村が発足。
- 1879年（明治12年） - 種蔵小学校として開校。校舎は木造平屋建を新築。
- 1885年（明治18年） - 校舎を2階建に改築。
- 1887年（明治20年）3月 - 種蔵簡易科小学校に改称する。
- 1888年（明治21年）3月 - 西忍簡易科小学校三川原支校を統合する。
- 1893年（明治26年）3月 - 種蔵尋常小学校に改称する。
- 1917年（大正6年）9月 - 農業補習学校を併設する。
- 1918年（大正7年）11月 - 菅沼冬季分教場（開校時期は12月～翌年2月）を設置する。
- 1921年（大正10年）4月 - 尋常科補習科を設置する。
- 1924年（大正13年）4月 - 補習科を廃止。高等科を設置する。
- 1926年（大正15年）7月 - 青年訓練所を併設する。
- 1930年（昭和5年）10月 - 坂上村大字巣之内字宮前に新築移転。
- 1935年（昭和10年）7月 - 農業補習学校、青年訓練所を廃止。
- 1941年（昭和16年）4月1日 - 種蔵国民学校に改称する。
- 1947年（昭和22年）4月1日 -
  - 坂上村立種蔵小学校に改称する。菅沼冬季分教場を菅沼冬季分校に改称する。
  - 坂上中学校種蔵分校を併設。
- 1952年（昭和27年）
  - 4月 - 坂上中学校種蔵分校が独立し、種蔵中学校となる。種蔵小学校に併設。
  - 9月 - ニコイ平分校を設置。
- 1956年（昭和31年）9月30日 - 坂上村と坂下村が合併し、宮川村が発足。同時に宮川村立種蔵小学校に改称する。
- 1959年（昭和34年）4月 - 種蔵中学校が廃校。種蔵小学校は単独校となる。
- 1962年（昭和37年）11月 - ニコイ平分校を廃止。
- 1964年（昭和39年）3月 - 統合により廃校。旧・種蔵小学校校舎は坂上小学校種蔵冬季分校となる。